# Gmina Korczyna
Die Gmina Korczyna ist eine Landgemeinde im Powiat Krośnieński der Woiwodschaft Karpatenvorland in Polen. Ihr Sitz ist die ehemalige Stadt Korczyna.

## Geographie
Der Gemeinde liegt im Dynów-Gebirge. Zu den Gewässern gehört die Ślączka. Zu den Nachbargemeinden gehören die Stadt Krosno im Südwesten und die Krościenko Wyżne im Südosten.

## Geschichte
Korczyna verlor das 1785 erteilte Stadtrecht im Jahr 1934.
Von 1975 bis 1998 gehörte Korczyna zur Woiwodschaft Krosno.

## Gliederung
Zur Landgemeinde (gmina wiejska) Korczyna gehören folgende sieben Dörfer mit einem Schulzenamt:
Czarnorzeki, Iskrzynia, Kombornia, Korczyna, Krasna, Węglówka und Wola Komborska.